# Bas Kwakman
Bas Kwakman (Arnhem, 13 januari 1964) is een Nederlandse auteur van proza en poëzie, beeldend kunstenaar, docent poëzie, uitgever en cultuurmanager. 

## Leven
Bas Kwakman is in 1987 afgestudeerd aan de Academie voor Beeldende Vorming in Tilburg en deed vervolgstudies Public Relations en Voorlichting en Kunst- en Cultuurmanagement. Vanaf 1986 is hij lid van kunstenaarscollectief De Mannen (met Loek van Beers (†), Marcel van der Heijden en Hennie Spermon).
In 1996 was hij mede-initiatiefnemer en redacteur van Tortuca, tijdschrift voor literatuur en beeldende kunst. Van 1988-1990 werkte hij als projectleider en manager voor de Rotterdamse Kunststichting (RKS) en Zaal de Unie en van 1990-2003 als projectleider en hoofd marketing bij de Stichting Kunstzinnige Vorming Rotterdam (SKVR). Binnen zijn werk bij de RKS en SKVR richtte hij zich voornamelijk op de terreinen beeldende kunst, literatuur, dans en hedendaagse gecomponeerde muziek. Vanaf 2016 bleef hij aan de SKVR
verbonden als docent poëzie bij De Schrijversschool.
Van 2003 tot en met juli 2019 was hij directeur van Poetry International in Rotterdam en in 2020 richtte hij samen met beeldend kunstenaar/vormgever Edwin Smet de uitgeverij Kwakman & Smet uitgevers op, met uitgaven op het gebied van proza, poëzie en beeldende kunst. In datzelfde jaar 2020 toerde Kwakman aan de hand van zijn poëzie samen met cellist Hans Woudenberg (Asko❘Schönberg ensemble/ Doelenkwartet) door Nederland met het programma Zerewind. In 2021 maakte hij samen met import/noise-gitarist Lukas Simonis de cd Klankcatalogus.
Kwakman is adviseur en bestuurs- en commissielid bij tal van culturele instellingen en publiceert regelmatig over poëzie en beeldende kunst in binnen- en buitenlandse media.

## Werk
De eerste prozawerken van Kwakman zijn grotendeels gebaseerd op zijn reizend bestaan als directeur van Poetry International. Een stem van paardenhaar (Azulpress, 2013), een boek dat hij samen met de Vlaamse dichter Lies van Gasse schreef, is een relaas van een bijzondere reis met internationale dichters door de Gobiwoestijn in Mongolië. Het boek bevat naast proza en poëzie ook beeldend werk van beide schrijvers.
Hotelkamerverhalen (Arbeiderspers, 2017) bevat verhalen en tekeningen naar aanleiding van zijn reizen voor Poetry International. Van Colombia tot China, India tot Nicaragua en Zuid-Afrika tot Chicago.
In poëzie en oorlog (Arbeiderspers, 2019) is een persoonlijk verslag van vijftig jaar Poetry International in Rotterdam. In dit onthullende boek ontleedt Kwakman de wereld van de internationale poëzie in het algemeen en die van het vermaarde Rotterdamse festival in het bijzonder, waarbij hij niets en niemand (inclusief zichzelf) spaart.
In Flankhond, de geschiedenis van mijn hoofdpijn (Arbeiderspers, 2021) beschrijft Kwakman een turbulent jaar (2018), waarin hij zijn chronische hoofdpijn probeert om te buigen naar nieuwe scheppingsprocessen en zijn carrière als organisator en manager ombuigt naar een bestaan als schrijver en kunstenaar.
In 2023 maakte Kwakman deel uit van het project Raamwerk in Rotterdam. Bij die gelegenheid kwam het boekje De zee en de kathedraal uit met poëzie van Kwakman, beeldend werk van Emma van Noort en vormgeving van Edwin Smet.
In het uiterst persoonlijke Register  (2024) beschrijf hij in drie stemmen (moeder, zoon en huis) de dood van zijn moeder en het leeghalen van het ouderlijk huis. Naast een onuitputtelijke lijst van voorwerpen uit dat huis zijn er zestien gedetailleerde tekeningen van de ruimtes in het boek opgenomen. De bijzondere vormgeving lag in handen van Edwin Smet.
Ook het beeldende werk van Kwakman is nauw verbonden aan zijn reizend bestaan als poëziedirecteur. Hotelkamerverhalen bevat tekeningen en aquarellen van hotelkamers en zijn recente tentoonstellingen toonden hotelkameruitzichten en reisschetsen.
In de tentoonstelling TAPE in de Pulchri Studio (2020), samen met beeldend kunstenaar/vormgever Edwin Smet toonde hij werken naar aanleiding van de brand in de Grenfelltoren in Londen (2017) en de façades van de panden aan de haven van A Coruña, waar hij in 2019 als writer in residence verbleef.
Momenteel is Kwakman bezig met het voorbereiden van een expositie naar aanleiding van het boek Walden door Henry David Thoreau (1853) en een historische roman voor Uitgeverij de Arbeiderspers.

## Prijzen
- Ioannes Bressensis Award (Mexico City, 2017) voor verdiensten op het gebied van de verspreiding en waardering voor internationale poëzie
- De Cultuurprijs Rotterdam (2019) voor de bijdrage aan de internationale positionering van Rotterdam als poëziestad en de vergroting van de belangstelling voor poëzie in Rotterdam en daarbuiten

## Exposities
- De Mannen Houden Huis (1988) Stokholm, Dordrecht
- De Mannen: Sfeer (1988) De Beeldunie, Tilburg
- De Mannen Klein Wild (1989) Grafisch Atelier Het Gooi, Hilversum
- De Mannen aan De Vecht (2000) Galerie Pygmalion, Maarssen
- De Rijke Buit (2015) groepstentoonstelling, Forum Bibliotheek, Groningen
- Dubbeltalenten (2016), groepstentoonstelling pARTners Galerie, Rotterdam
- Koffiewerk (2017) solotentoonstelling Evermore, Rotterdam
- TAPE (2020) duo-tentoonstelling met Edwin Smet, Pulchri Studio Den Haag. (https://www.pulchri.nl/nl/tentoonstellingen/bas-kwakman-edwin-smet-tape)
- (Y)OUR GALLERY (2022) duotentoonstelling met Marguerite de Geus, Rotterdam